# Abrotanella linearis
Abrotanella linearis is een plantensoort uit de composietenfamilie (Asteraceae). Het is een kleine kruipende plant. De plant heeft korte stengeltjes en smalle langwerpige blaadjes. De kleine bloemetjes zijn witkleurig.
De soort komt voor op het Zuidereiland en het zuidelijk daarvan gelegen Stewarteiland van Nieuw-Zeeland. Hij groeit daar in montane tot sub-alpiene moerassen en kruidenvelden (herbfield). In het zuidelijk deel van zijn verspreidingsgebied komt de soort ook op zeeniveau voor.